# Ніс (опера)
«Ніс» (рос. Нос) — опера на 3 дії 10 картин російського композитора Дмитра Шостаковича, лібрето композитора за однойменною повістю Миколи Гоголя.

## Історія створення
Роботу над оперою композитор почав 1927 року. За його словами, завданням опери було сатиричне зображення епохи Миколи I, чим і пояснювався вибір гоголівського сюжету. Більшу частину лібрето Шостакович написав самостійно. У першому акті лише сцена пробудження Ковальова належить Євгену Замятіну. Другий акт був цілком написаний Шостаковичем, над третім актом він працював спільно з молодими літераторами Олександром Прейсом і Георгієм Іоніним. Кістяк лібрето склали репліки персонажів повісті, для більшої об'ємності також був запозичений матеріал з інших творів Гоголя (з «Шинелі», «Одруження», «Записок божевільного», «Мертвих душ» та інших, а також цитата з «Енеїди» Котляревського, використана свого часу Гоголем як епіграф до однієї з глав «Сорочинського ярмарку»), крім того, в опері звучить пісенька Смердякова з роману «Брати Карамазови» Достоєвського. У лібрето отримав розгорнуту драматургічну інтерпретацію ряд сцен, які в повісті лише згадуються або описуються лише словами автора (наприклад, сцена піймання Носа).
Партитура була закінчена влітку 1928 року, а переговори про постановку Шостакович почав вже в лютому.

## Історія постановок
Спочатку ставити оперу планувалося у Великому театрі за режисурою Меєргольда, однак все зірвалося через те, що Меєргольд був занадто зайнятий іншими постановками. Тоді оперу передали в Малий оперний театр, де 18 січня 1930 року і відбулася прем'єра (диригент — Самуїл Самосуд, режисер — Микола Смолич, художник — Володимир Дмитрієв). Радянська критика зустріла «Ніс» безліччю недобрих відгуків. У період 1930—1931 років опера була показана 16 разів, але під тиском громадської думки її довелося зняти з репертуару.
У 1962 році партитура опери «Ніс» була видана віденським видавництвом «Universal Edition», після чого оперу стали ставити в різних зарубіжних театрах. У СРСР опера повернулася лише в 1974 році в постановці Московського камерного музичного театру під управлінням Геннадія Рождественського (режисер — Борис Покровський, художник — Віктор Талалай). Наступне поява «Носа» на російській сцені відноситься лише до 2004 року, коли опера була поставлена силами артистів Маріїнського театру (диригент — Валерій Гергієв, режисер — Юрій Александров, художник — Зиновій Марголін).

«Ніс», трансляція Метрополітен-опери, 2013
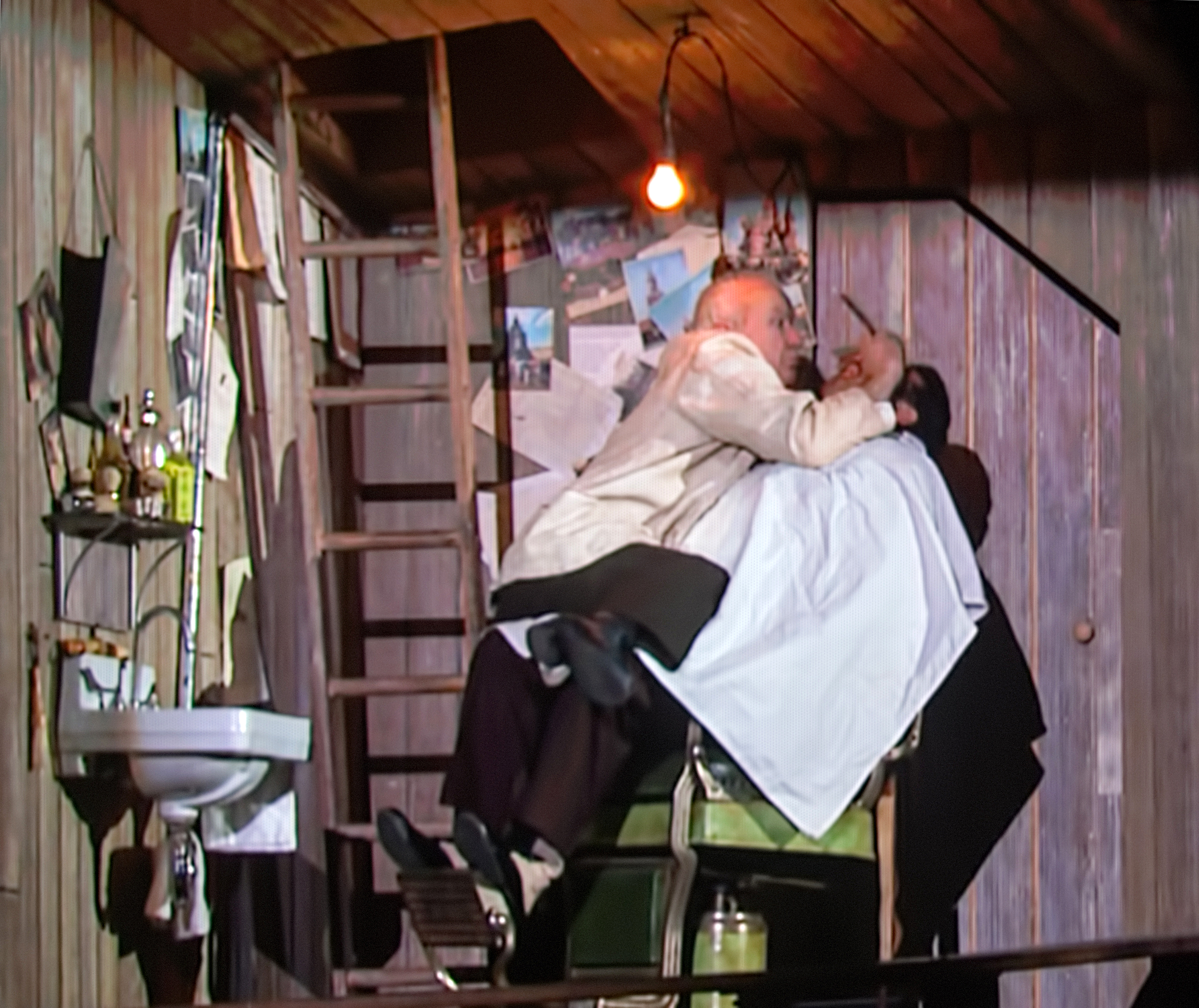
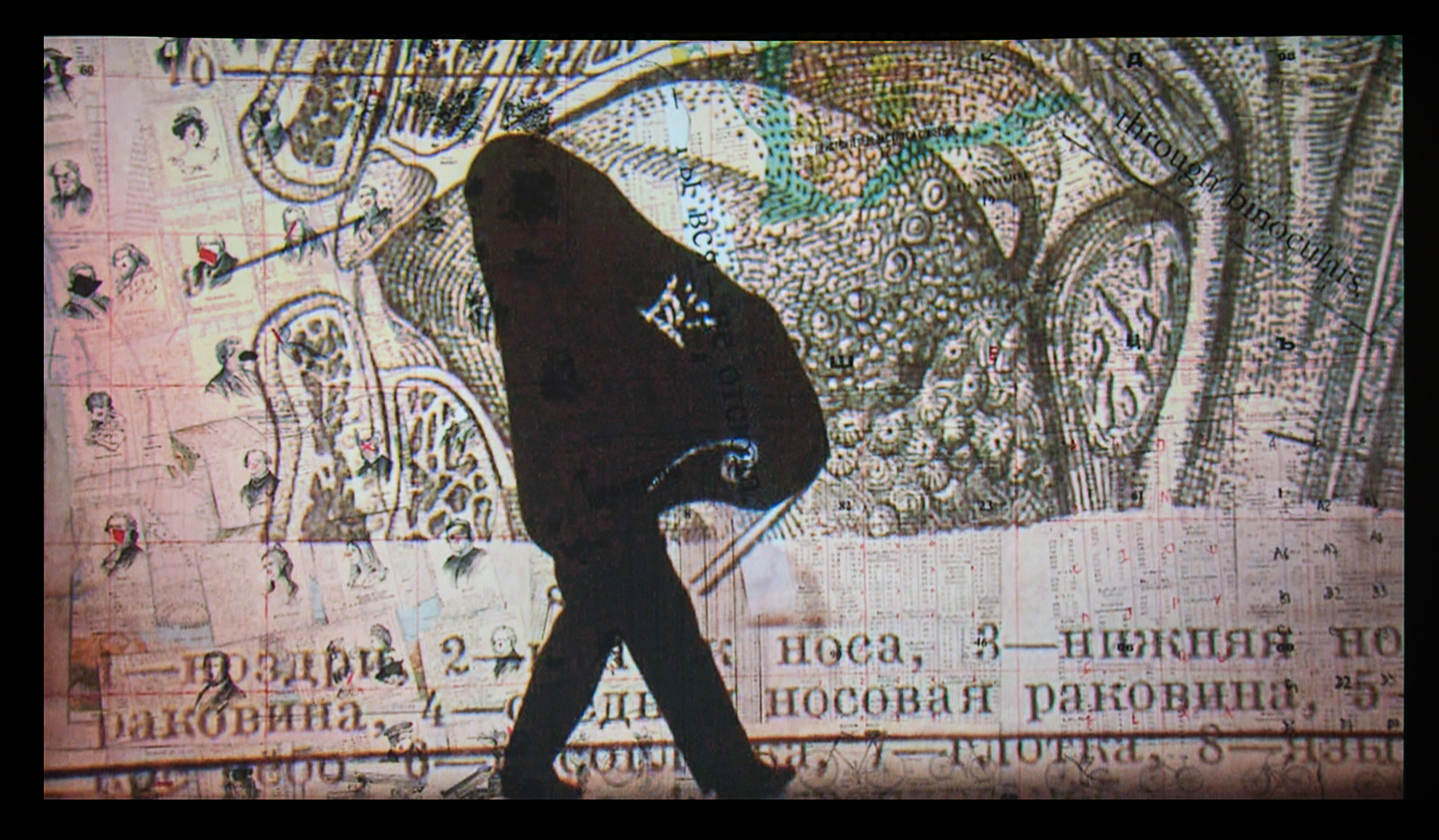
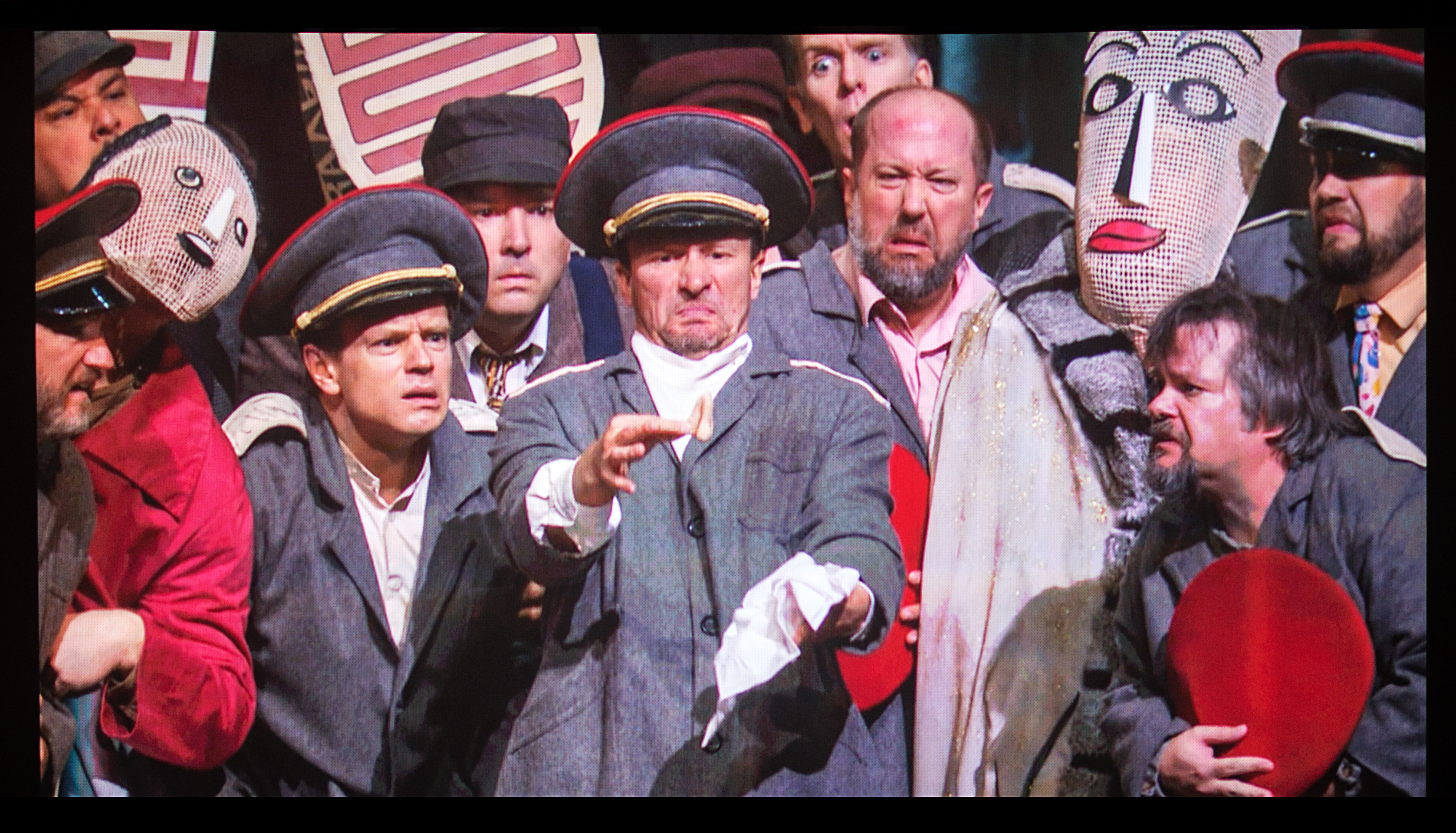
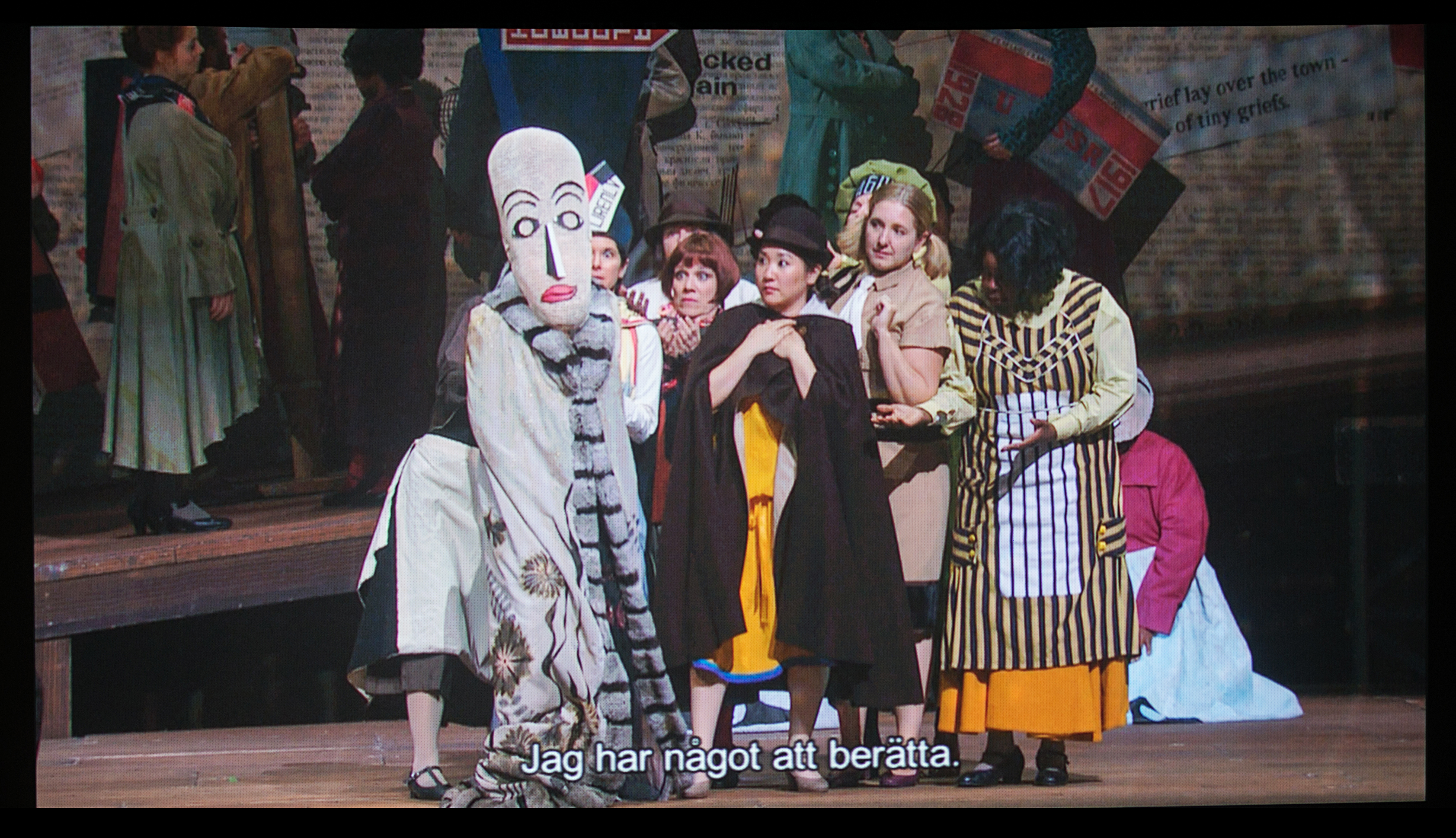
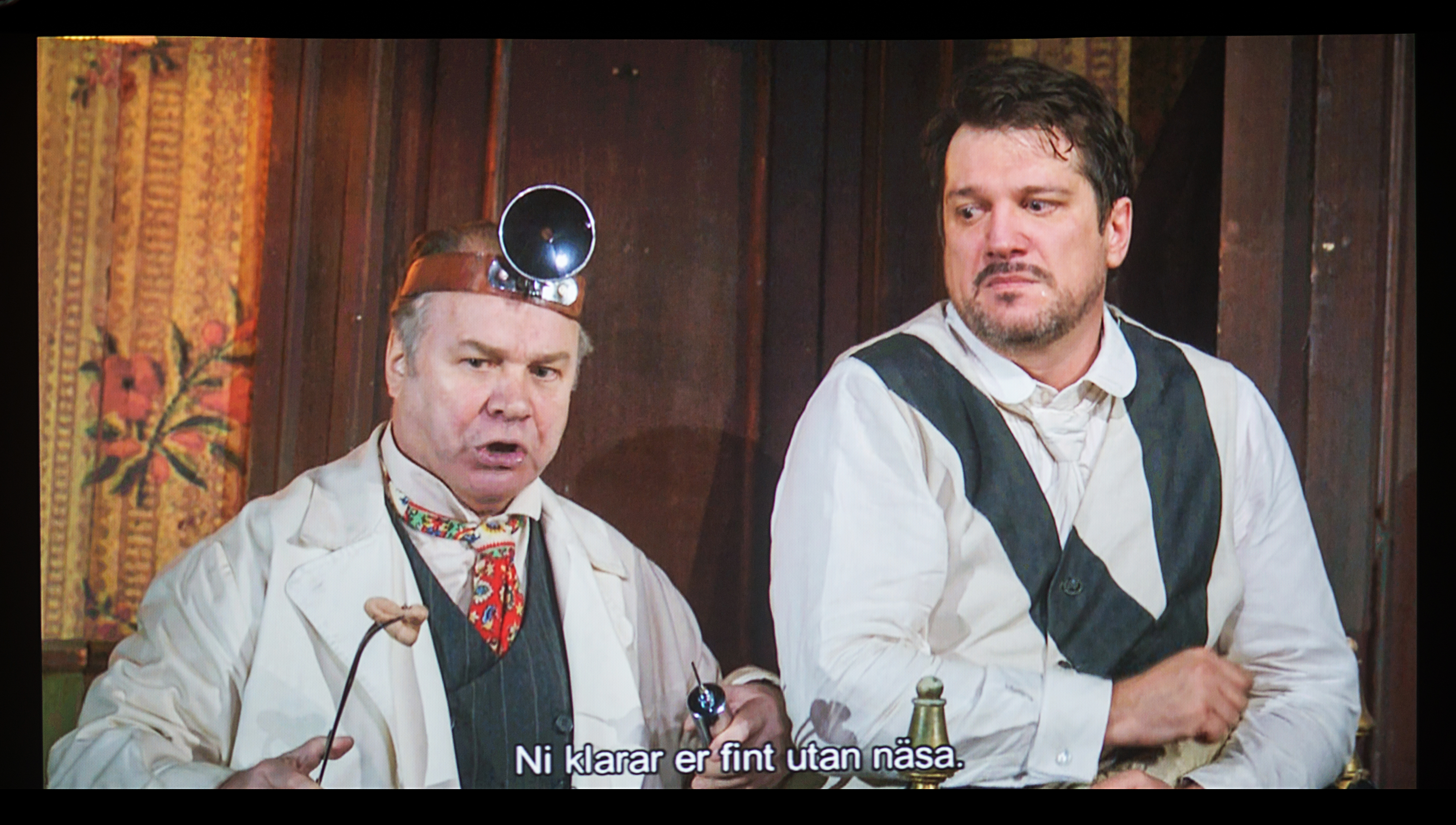
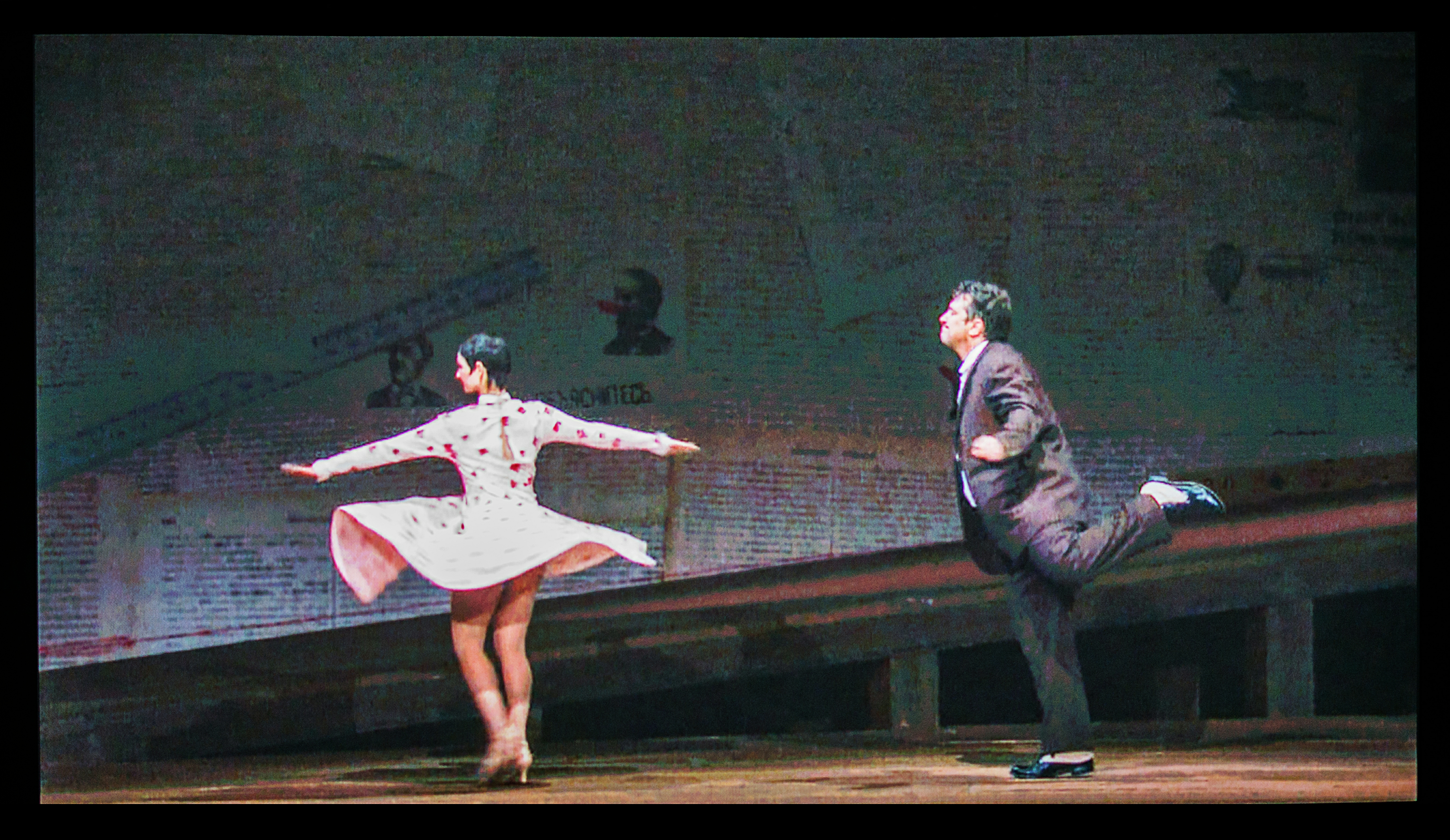

## Дійові особи
| Дійові особи                                                                 | Голоса        |
| ---------------------------------------------------------------------------- | ------------- |
| Платон Кузьмич Ковальов, колезький асесор                                    | Баритон       |
| Іван Якович, цирульник                                                       | Бас           |
| Парасковія Йосипівна, дружина Івана Яковича                                  | Сопрано       |
| Квартальний наглядач                                                         | Тенор-альтіно |
| Іван, лакей Ковальова                                                        | Тенор         |
| Ніс                                                                          | Тенор         |
| Лакей графині                                                                | Баритон       |
| Чиновник з газетної експедиції                                               | Бас           |
| Вісім двірників, що дають оголошення                                         | Баси          |
| Десять поліцейських                                                          | Баси і тенори |
| Мандрівник                                                                   | Без співу     |
| Проводжаюча дама                                                             | Без співу     |
| Проводжаючий пан                                                             | Без співу     |
| Батько                                                                       | Бас           |
| Мати                                                                         | Сопрано       |
| 1-й син                                                                      | Тенор         |
| 2-й син                                                                      | Баритон       |
| Петро Федорович                                                              | Тенор         |
| Іван Іванович                                                                | Баритон       |
| Стара пані                                                                   | Контральто    |
| Нахлібниця (6-8 чоловік)                                                     | Сопрано       |
| Торговка                                                                     | Сопрано       |
| Доктор                                                                       | Бас           |
| Ярижкін                                                                      | Тенор         |
| Подточіна Пелагея Григорівна, штаб-офіцерша                                  | Мецо-сопрано  |
| Її дочка                                                                     | Сопрано       |
| Семеро панів                                                                 | Баси і тенори |
| Дідок                                                                        | Тенор         |
| 1-й новоприбулий                                                             | Тенор         |
| 2-й новоприбулий                                                             | Бас           |
| Спекулятори                                                                  | Бас           |
| Заслужений полковник                                                         | Тенор         |
| 1-й франт                                                                    | Тенор         |
| 2-й франт                                                                    | Бас           |
| Хтось                                                                        | Бас           |
| Вісім студентів                                                              | Баси і тенори |
| Поважна дама                                                                 | Мецо-сопрано  |
| 1-й син поважної дами                                                        | Бас           |
| 2-й син поважної дами                                                        | Бас           |
| Хозрев-Мірза                                                                 | Без співу     |
| 1-й знайомий Ковальова                                                       | Бас           |
| 2-й знайомий Ковальова                                                       | Тенор         |
| 3-й знайомий Ковальова                                                       | Бас           |
| Будочник                                                                     | Бас           |
| Гайдук                                                                       | Бас           |
| Сторож поліцмейстера                                                         | Тенор         |
| Візник                                                                       | Бас           |
| Кучер                                                                        | Бас           |
| Знайомі Івана Яковича                                                        | Без співу     |
| Літня дама                                                                   | Без слів      |
| Тоненька дама                                                                | Без слів      |
| Торговка, що продає манишки                                                  | Без слів      |
| Пожежники                                                                    | Без слів      |
| Люди, що моляться, від'їжджають, проводжають, обивателі, поліцейські, євнухи | Хор           |

Зважаючи на велике число діючих осіб партитурою передбачена можливість закріплення кількох епізодичних ролей за одним артистом (так було зроблено в постановці Покровського).

## Сюжет

### Дія перша
Вступ. Іван Якович голить Ковальова.
Картина перша. Цирюльня Івана Яковича. Іван Якович прокидається і снідає. У хлібі він виявляє ніс. Парасковія Йосипівна вчиняє йому скандал. Несподівано стає темно, у темряві видно привид квартального наглядача, потім стає ясно. Парасковія Йосипівна вимагає, щоб Іван Якович негайно виніс ніс з дому.
Картина друга. Набережна. Іван Якович намагається викинути ніс, але йому всюди трапляються знайомі. Нарешті йому вдається жбурнути ніс в річку, тут же до нього наближається квартальний і починає розпитувати, що ж він тільки що зробив. Настає темрява.
Антракт.
Картина третя. Спальня Ковальова. Платон Кузьмич прокидається і виявляє пропажу носа. Він одягається і пускається на пошуки.
Картина четверта. Казанський собор. Ніс в мундирі статського радника гаряче молиться. Ковальов наближається і намагається напоумити Ніс, але Ніс заперечує свій зв'язок з Ковальовим. Поки Ковальов відволікається на загравання з дамою, Ніс непомітно йде. Ковальов шаленіє.

### Дія друга
Вступ. Ковальов на візницьких дрожках біля воріт поліцмейстера. Сторож повідомляє, що поліцмейстер щойно поїхав. Ковальов розпоряджається везти його до газетної експедицію.
Картина п'ята. Газетна експедиція. Ковальов намагається подати оголошення про зникнення Носа, але чиновник не вірить йому. Тоді Ковальов показує обличчя. Чиновник радить описати цю подію в «Північній бджолі» і пропонує Ковальову понюхати тютюну. Ковальов приходить у лють і тікає. Двірники подають оголошення.
Антракт.
Картина шоста. Квартира Ковальова. Лакей Ковальова співає під балалайку. Ковальов приходить, сварить лакея і вимовляє сумний монолог.

### Дія третя
Картина сьома. Околиці Петербурга. На сцені стоїть порожній диліжанс. Квартальний розподіляє десять поліцейських у засідку. Диліжанс поступово наповнюється пасажирами. З'являється гарненька торговка з бубликами і збуджує поліцейських, вони ведуть її за сцену, квартальний тим часом засинає. Коли диліжанс рушає, йому назустріч вибігає Ніс. Кучер стріляє по Носу, але не влучає. Пасажири вискакують з диліжанса. Стара пані біжить за Носом. Тікаючи від неї, Ніс спотикається об квартального, той прокидається і свистить, на свист підтягуються поліцейські. Пасажири і поліцейські спільно ловлять Ніс. Ніс відстрілюється. Всі оточують Ніс і б'ють його, від побоїв він приймає колишній вигляд. Квартальний загортає ніс в папірець і разом з поліцейськими залишає сцену.
Картина восьма. Квартири Ковальова і Подточиної. Квартальний повертає Ковальову ніс. Ковальов в подяку дає йому грошей. Але незабаром його радість затьмарюється: ніс не пристає до лиця. Іван біжить за доктором. Доктор оглядає Ковальова, заявляє, що нічим не може допомогти, і йде. Приходить Ярижкін. Ковальов зізнається йому, що звинувачує у всьому штаб-офіцершу Подточину. Ярижкін радить написати їй викривальний лист. Подточина отримує лист і читає його разом з дочкою. Ще до того, як вони закінчують читати, Ковальов отримує її відповідь і читає її разом з Ярижкіним. З відповіді він робить висновок, що Подточина не винна.
Інтермедія. Петербург. На вулиці товпляться обивателі, які чули, що десь тут прогулюється ніс майора Ковальова. Новоприбулий оголошує, що ніс у магазині Юнкера. Всі біжать туди, але нічого не виявляють. Черговий новоприбулий стверджує, що ніс гуляє в Літньому саду. Всі прямують у Літній сад, там носа теж немає. В сад заявляється Хозрев-Мірза, зацікавлений чутками про ніс. Не виявивши носа, він видаляється. Поліцейські розганяють натовп.

### Епілог
Картина дев'ята. Квартира Ковальова. Прокинувшись, Ковальов з радістю застає ніс на своєму місці. Він танцює в екстазі. Іван Якович приходить і голить Ковальова.
Картина десята. Ковальов гуляє по Невському проспекту, обмінюючись люб'язностями зі знайомими. За їх реакції він все сильніше переконується, що ніс дійсно на місці. У числі інших під час прогулянки він зустрічає Подточиних. Попрощавшись з ними, він запрошує симпатичну торговку манишками нанести йому візит.

## Особливості
Під час роботи над оперою Шостакович перебував під враженням від постановки Мейєрхольда «Ревізора» 1926 року і свідомо розробляв концепцію опери з оглядкою на цю постановку. В аспірантському звіті за 1927/28 рік він писав: «Сімфонізував гоголівський текст не у вигляді „абсолютної“, „чистої“ симфонії, а виходячи з театральної симфонії, якою формально є „Ревізор“ в постановці Мейєрхольда.»
Розвиток дії має кінематографічний характер, що виражається у великій кількості картин, що змінюють одна одну, а також в стилізації кіноефектів (наприклад, у восьмій картині на сцені одночасно представлені квартири Ковальова та Подточиної, причому глядач спостерігає, що відбувається в обох квартирах синхронно, хоча за сюжетом вони відстоять один від одного в часі). Музичний матеріал відрізняється різнорідністю. Шостакович звертається до різних музичних технік, у зв'язку з чим польки та галопи межують з фугами і канонами, а спів під балалайку і романсові мотиви — з атональними епізодами. Гротескний дух опери підтримується безліччю ексцентричних відступів від канонів жанру. Це проявляється в нестандартному складі оркестру, що включає, крім традиційних оркестрових інструментів фортепіано, балалайки, домри, а також велику кількість ударних; в незвичайних музичних рішеннях (наприклад, перший антракт написаний виключно для ударних з невизначеною звуковисотністю); в експериментах з вокальними партіями.